# Søren Kusk
Søren Kusk Larsen (født 6. april 1960) er en dansk fodboldtræner og politiker, der er tidligere cheftræner for Vendsyssel FF.

## Spillerkarriere
Som spiller spillede han mere end 150 førsteholdskampe for AaB.

## Trænerkarriere
Hans trænerkarriere startede med en række mindre trænerjobs i AaB, inden han i 1994 blev cheftræner for Aalborg Chang. Siden kom han bl.a. til Viborg FF og AaB.
I 2005 rykkede han med SønderjyskE op i Superligaen, men trak sig som træner på grund af spirituskørsel. Siden har han haft nogle mindre småjobs.
I januar 2008 blev han ansat som talentkoordinator for AaB, men stoppede, efter aftale med AaB på grund af alkoholproblemer, der forhindrede ham i at varetage jobbet.

## Politik
I 2017 blev Søren Kusk valgt ind i byrådet i Aalborg Kommune, for Socialdemokratiet.